# Calamaria concolor
Calamaria concolor là một loài rắn trong họ Rắn nước. Loài này được Orlov, Truong, Tao, Ananjeva & Cuc mô tả khoa học đầu tiên năm 2010.